# Low Poly Art

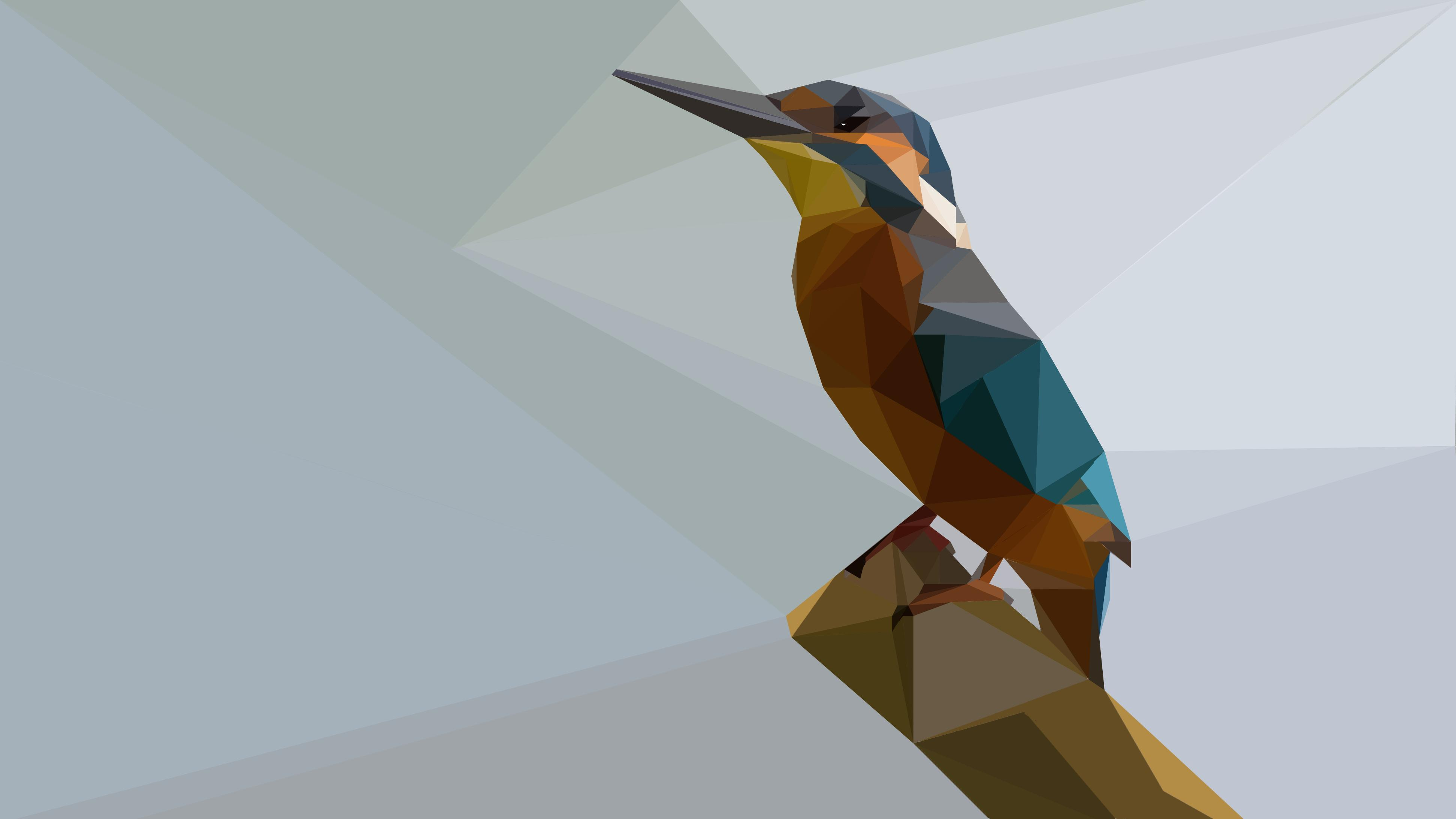
Low Poly Abbildung eines Eisvogels

Low Poly Art ist ein minimalistischer Kunststil, bei dem aus einem Netz von nur wenigen verbundenen Punkten Bilder oder Figuren geschaffen werden. Der Stil ist aus 3D-Objekten mit niedrigem Polygongehalt abgeleitet und hat eine nicht-fotorealistische Abstraktion der Abbildung zum Ziel.

## Rechnerische Notwendigkeit

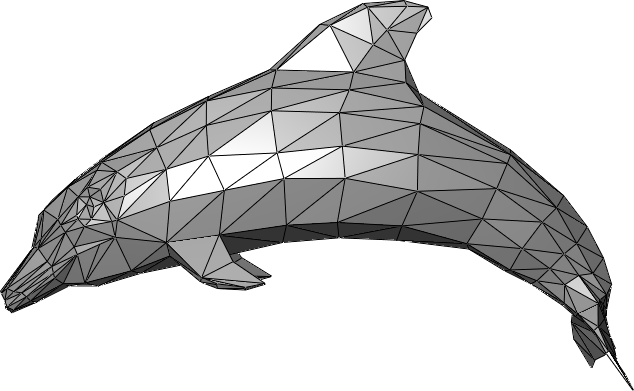
Delfin bestehend aus einem Low-Poly-Netz

Mit einem Netz aus Polygonen Modelle zu erstellen ist eine zentrale Methode in der Schaffung von Computergrafiken. Je mehr Punkte ein Objekt hat, desto rechenintensiver ist die Grafik für die Computer. In den 1980er- und 1990er-Jahren, als 3D-modellierte Computergrafiken aufkamen, war die Leistung der Maschinen noch sehr gering. Spiele und Animation, die einen räumlichen Eindruck erwecken wollten, waren deshalb darauf angewiesen, die Objekte mit so wenig Punkten wie möglich zu präsentieren. Spielfiguren und Objekte wirkten daher lange Zeit sehr eckig, und man vermied Rundungen, so gut es ging. Während Computerspiele lange Zeit bei diesen eckigen Figuren bleiben mussten, konnten Animationsfilme schon früher komplexere Modelle nutzen. Hier musste das Rendern nicht in Echtzeit funktionieren, sondern konnte in einem langen Prozess berechnet werden. Das Erstellen einzelner Frames konnte dennoch mitunter Stunden dauern.

## Entwicklung als Kunst
Mit der Leistung der Grafikchips stieg auch die mögliche Anzahl der Polygone in einem Modell. Bald wurden die Netze so feinmaschig, dass auch Rundungen kein Problem mehr darstellten. Obschon keine Notwendigkeit mehr für Low-Poly-Modelle bestand, hatte sich die Optik als Retro-Stil etabliert und wird bis heute künstlerisch immer wieder aufgegriffen, bis hin zu einer neuartigen daraus entstandenen Ästhetik. In gewisser Weise knüpft der Stil an frühere künstlerische Bewegungen wie Impressionismus und Kubismus an, wo ebenfalls Objekte in geometrische Figuren zerlegt werden.

Low Poly Camping Szenerie

Auch im Bereich der Computerspiele erlebt der Low-Poly-Stil bereits seine Renaissance. Obwohl längst komplexere Grafiken möglich sind, wird er dazu genutzt, den Spielen ein bestimmtes ästhetisches Konzept zu verleihen.
Heute hält Low-Poly-Art in vielen Bereichen des Produkt- und Grafikdesigns Einzug. Es geht weniger darum, die Modelle noch in recheneffiziente Strukturen zu zerlegen und vielmehr darum, den Werken einen neuen räumlichen und verspielten Charakter zu verleihen. Auch wenn die dabei entstehenden Welten eine deutliche Simplizität ausstrahlen, ist ihre Entstehung keineswegs einfach. Der Künstler muss sich weit in die zu schaffende Perspektive hineindenken können, um Perspektiven und Farben zur Geltung zu bringen. Dabei gehen Künstler inzwischen auch über reine Polygongrafiken hinaus. Einige brechen die Netze gezielt auf, um mehrschichtige Bilder zu schaffen. Andere bringen die virtuellen Objekte durch Skulpturen in die reale Welt zurück.
Programme wie Photoshop ermöglichen es heute, durch viele Klicks aus Fotografien einzigartige Polygon-Art-Bilder zu erzeugen. Die Photos werden in hunderte Dreiecke zerlegt und anschließend neu eingefärbt.